# Fontaneto d’Agogna
Fontaneto d’Agogna – miejscowość i gmina we Włoszech, w regionie Piemont, w prowincji Novara.
Według danych na rok 2004 gminę zamieszkiwało 2549 osób, 121,4 os./km².